# Epikutánní test

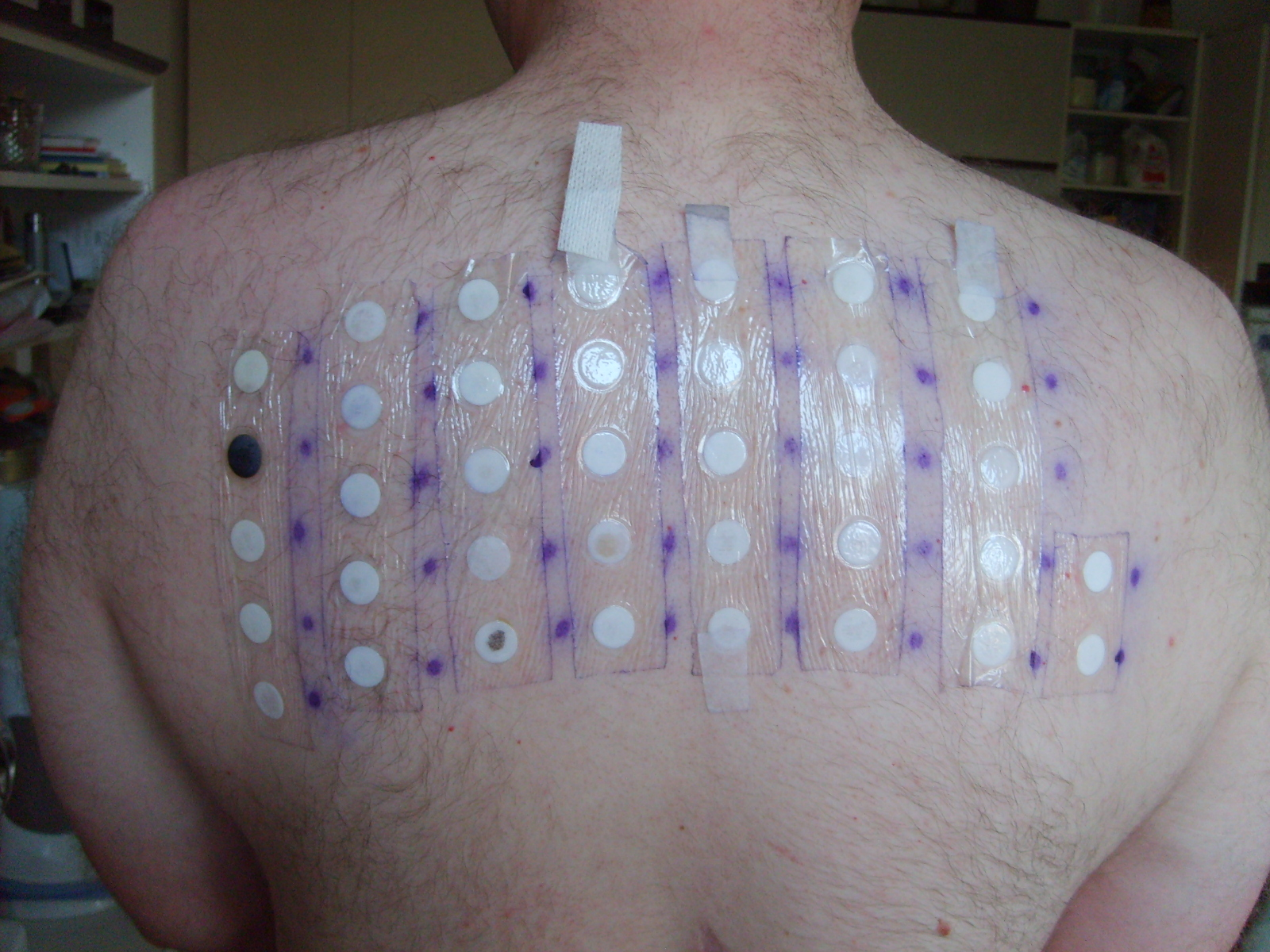
Záda při epikutánním testu

Epikutánní test (někdy též kožní náplasťový test) je způsob hledání alergenů, kdy je zkušební látka nanášena dermatologem na kůži pacienta („epikutánní“ znamená na kůži či na povrchu kůže).

## Popis testování
Po aplikaci zkušební látky jsou prováděny její odečty, a to 48, 72 a 96 hodin po aplikaci. Testování proto trvá 5 dnů (tedy jeden obvyklý pracovní týden). V pondělí jsou testovací látky (i například 37 různých haptenů najednou) nanášeny na kůži pacienta (obvykle na záda do prostoru mezi lopatkami), ve středu jsou přelepovací náplasti chránící nanesené testovací látky strženy a je proveden první testovací odečet. Další odečty se provádí ještě ve čtvrtek a v pátek. Pokud je pacient na danou testovanou látku alergický, objeví se v místě testů červené svědivé ložisko.
Záda se po celou dobu testování nesmějí umývat ani sprchovat, aby nedošlo k odlepení náplastí. Je proto nevhodné i nadměrné zpocení (například při sportu apod.).
Epikutánně (epidermálně) se testuje pomocí haptenů – hapten není alergen a na rozdíl od něj dokáže do epidermis projít nepoškozeným povrchem kůže. Dále neproniká, a ani nemusí, protože pro účel EDT, tzn. zjištění predispozice organismu k možnosti vzniku komplexu hapten-bílkovina to právě stačí. V případě pozitivní reakce dochází k definované reakci pouze v místě aplikace haptenu. Je třeba rozlišit pouhou iritaci od skutečné lokální pozdní alergické kožní reakce. Hapteny se na intaktní pokožku aplikují umístěné v tzv. komůrkách (tzv. chambers), které bývají k dispozici obvykle po 10, z nichž každá má mít svůj adhezivní rámeček s dobrou okluzí. Komůrky jsou dodávány jako náplasti nejčastěji o 10 komůrkách. Náplasti musí být zcela hypoalergenní. Je třeba také rozlišovat mezi tampony a komůrkami. Hapteny v komůrkách působí izolovaně a tudíž přesně. Nesmí dojít ani k svévolnému uvolnění adheze rámečků komůrek natož k přemístění pozice komůrky, resp. náplasti, v průběhu testování.[zdroj?]

## Doporučení a omezení před a po absolvováním testu
Před testem je potřeba provést taková opatření, která zabrání znehodnocení či ovlivnění jeho výsledků. Je třeba týden před testováním vynechat celkově podávané léky proti svědění a alergii. Minimálně týden, lépe však týdny dva, před testováním je nutné vynechat hormonální léky (kortikosteroidy a lokální imunomodulátory). Měsíc před testováním se nesmí užívat celkově podávané kortikosteroidy. Jejich postupné vysazení ovšem musí řídit pouze ošetřující lékař.
Vlastní vyšetření není možné provádět při akutně probíhajícím ekzému. Není jej možné provést ani při opalování na slunci či v soláriích jeden měsíc před testováním, v graviditě či při současně probíhající celkové i lokální imunosupresivní léčbě.
Po testování není možné se po dobu asi 3 až 4 týdnů opalovat, neboť hrozí riziko tzv. fotosenzitivní reakce.

## Historie
S epikutánním testováním se v Československu začalo po druhé světové válce. Pionýry v této oblasti byli prof. Lubor Jirásek (1916–1998), prof. Gustav Lejhanec (1907–1973) a prof. Vlastimil Resl (1906–1986). Na Slovensku se pak o rozšíření testování zasloužil prof. Eugen Hegyi (1917–2011).
Aby ovšem bylo možné testování provádět a správně jeho výsledky interpretovat, bylo nutné zajistit validitu epikutánního testu napříč celou Evropou. V roce 1938 navrhl dánský lékař prof. Poul Bonnevie (1907–1990) první sadu alergenů pro rutinní testování. Roku 1962 byla navržena první evropská standardní sada alergenů a od roku 1967 se o standardizaci testu stará mezinárodní sdružení předních dermatologů v oboru, tzv. International Contact Dermatitis Research Group (ICDRG). V Severní Americe existuje podobná společnost nazývající se North American Contact Dermatitis Group (NACDG).